# Brígida Silva
Brígida Silva (Lima, Virreinato del Perú, 1776-ib., 1840), llamada también Brígida Silva de Ochoa, fue una insurgente y patriota peruana.

## Biografía
Brígida Silva de Ochoa nació en 1767. Proviene de una familia de patriotas que apoyaban la independencia peruana. Su hermano mayor, el coronel Remigio Silva, fue arrestado durante la conspiración de 1809 y fue encarcelado, y su hermano menor Mateo fue partidario del fracaso del derrocamiento gubernamental de 1809. Mateo fue arrestado y encarcelado durante diez años. A los 18 años se casó con Francisco Ochoa Camargo oriundo de Cusco, quien compartía el ideal independentista de su familia; la pareja tuvo 7 hijos: 4 niñas y 3 niños. Dedicó su vida a ayudar a los insurgentes encarcelados, especialmente a aquellos que fueron enviados a la península ibérica después del levantamiento fallido de Aguilar y Ubalde en Cusco. También se desempeñó como correo, transportando la comunicación entre los patriotas en las afueras de la capital, Lima. Aunque esta tarea era peligrosa, nunca fue atrapada ni levantó sospechas ya que su hijo mayor trabajaba como oficial de artillería del Ejército realista. Esta situación le dio fácil acceso al lugar donde su hermano Remigio fue encarcelado y le permitió tener información privilegiada que se utilizó para ayudar a los patriotas en su victoria en Maipú.

## Homenajes
Existe una calle del distrito limeño de San Miguel con su nombre.
En diciembre de 2021, con motivo de la celebración del bicentenario de la Independencia del Perú, el Banco Central de Reserva anunció la circulación de la serie numismática "La Mujer en el Proceso de la Independencia del Perú" en monedas de un sol, para la cual se acuñó los retratos de las Heroínas Toledo, María Parado de Bellido y Brígida Silva.